# Consolidated B-32 Dominator
Pour les articles homonymes, voir B32.
Le Consolidated B-32 Dominator (désigné Model 34 par le constructeur) est un bombardier lourd construit pour l'United States Army Air Forces pendant la Seconde Guerre mondiale. Il a la distinction d'être le dernier avion allié engagé en combat au cours de la guerre. Il est développé en parallèle avec le Boeing B-29 Superfortress comme solution de repli si le Superfortress n'obtient pas le succès souhaité. Il ne sert que dans les unités du Pacifique au cours de l'été 1945 et est limité par la suite aux opérations de combat contre les cibles japonaises jusqu'à la fin de la guerre. La majeure partie des commandes de B-32 sont annulées peu après et seuls 118 B-32 toutes versions confondues seront construits.

## Conception et développement
Le développement du B-29 est en cours depuis mi-1938 quand, en juin 1940, l'United States Army Air Corps demande un modèle similaire de la part de Consolidated Aircraft Company, en cas de difficultés dans le développement du B-29.
La base utilisée pour le Consolidated Model 33 est similaire au B-24 Liberator. Comme le B-24, il est initialement conçu avec une double dérive et une grande aile de type Davis, mais avec un fuselage plus long et plus rond et un nez arrondi. L'installation motrice doit se composer de quatre Wright R-3350 de 2 200 chevaux chacun, les mêmes que ceux prévus pour le B-29. L'avion est conçu pour être pressurisé et dispose de tourelles rétractables contrôlées à distance avec 14 mitrailleuses de 12,7 mm. Il doit avoir une masse avec charge estimée de 46 000 kg. Le premier contrat pour deux XB-32 est signé le 6 septembre 1940, le jour même des contrats pour le prototype XB-29 de Boeing.
Le premier XB-32-CO, serial 41-141, est construit près de la base située sur le Tarrent Field Airdrome, à l'usine no 4 de l'Army Air Forces (en), à l'ouest de Fort Worth au Texas sur le côté sud de Lake Worth. La ligne d'assemblage de l'usine Consolidated Vultee a six mois de retard sur le calendrier, repoussant le premier vol au 7 septembre 1942. À cause de problèmes avec le système de pressurisation, les tourelles et les portes du train d'atterrissage, ces accessoires ne sont pas présents sur le premier prototype. L'appareil est équipé de moteurs R-3350-13 à l'intérieur et de R-3350-21 à l'extérieur, les quatre moteurs entraînant des hélices à trois pales. Le prototype connait des problèmes persistants avec des fuites d'huile moteur et liquide de refroidissement. Le B-29 a des problèmes moteurs similaires. Le pas des hélices intérieures peut être inversé pour réduire la course à l'atterrissage.
Le premier XB-32 est armé avec huit mitrailleuses Browning M2 de calibre 12,7 mm dans les tourelles dorsales et ventrales, et une étrange combinaison de deux mitrailleuses de calibre 12,7 mm et d'un canon de 20 mm dans chaque nacelle moteur extérieure faisant feu vers l'arrière, plus deux mitrailleuses calibre 12,7 mm dans les ailes au-delà des hélices. Les tourelles sont contrôlées à distance depuis un viseur périscopique dans les postes de tirs dans l'avion. Les viseurs sont coordonnés par un système d'ordinateur analogique sophistiqué développé par Sperry Gyroscope Company.

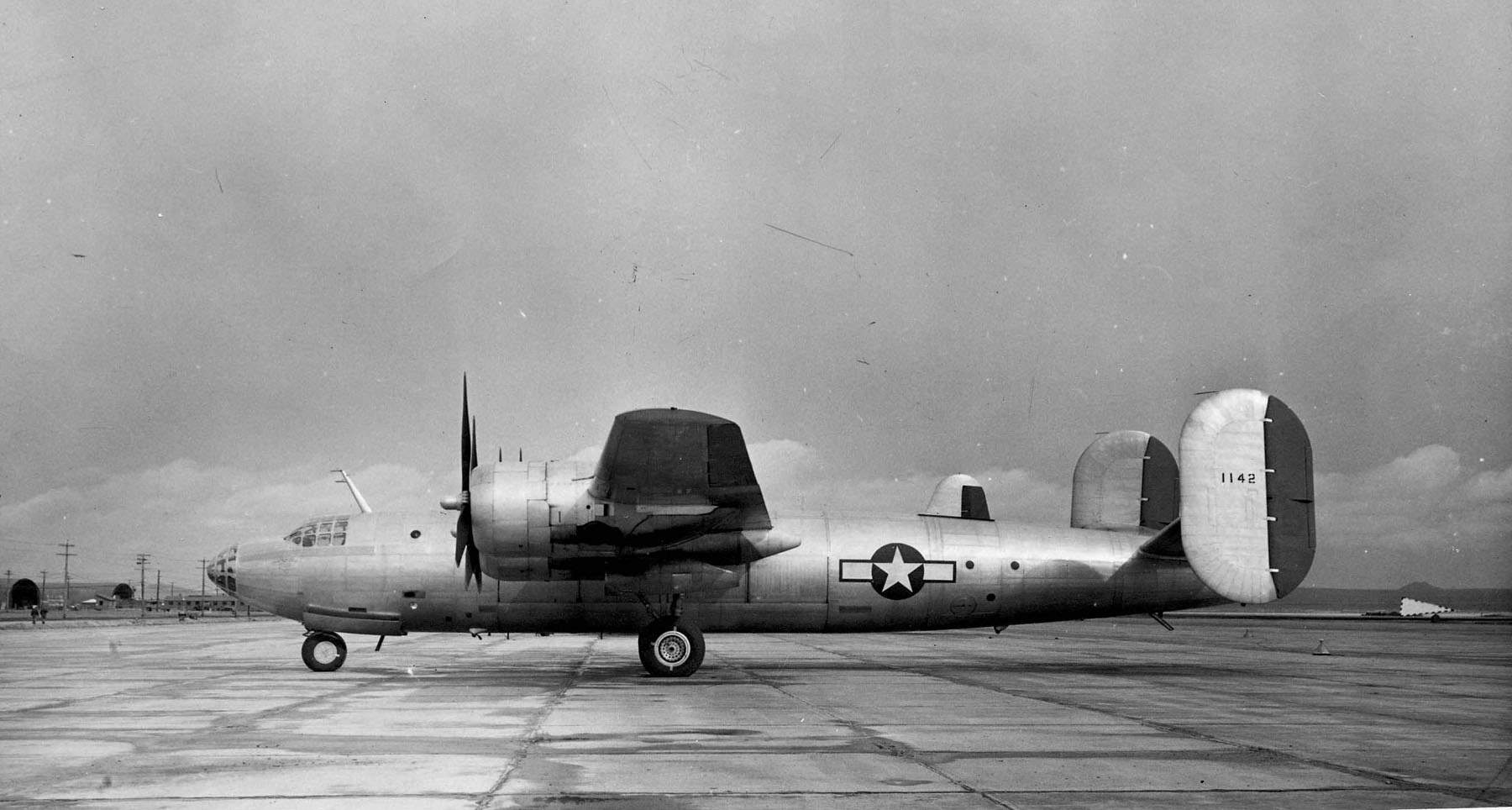
XB-32-CO 41-141 le 28 février 1944.

Le 17 mars 1943, le contrat initial est signé pour 300 B-32-CF mais des problèmes de développement continuent. Le 10 mai 1943 le premier XB-32 s'écrase au décollage à cause d'un problème de volets. Il avait alors effectué un total de 30 vols. Le deuxième XB-32, serial 41-142, vole finalement le 2 juillet 1943. Cet avion a une verrière traditionnelle en hauteur. Lors de l'examen et des essais, l'USAAF recommande un grand nombre de changements dont plus de postes de tir conventionnels.
On ne parvient pas à résoudre les problèmes du système de pressurisation et en conséquence, l'avion change de rôle et devient un bombardier opérant à basse et moyenne altitude ; cette décision permet de facilement supprimer le système de pressurisation des appareils de production. De même, les tourelles radio-commandées ne peuvent jamais être mises au point, de sorte quel les appareils de production sont équipés de mitrailleuses calibre 12,7 mm dans des tourelles fonctionnant manuellement : des tourelles Sperry A-17 dans le nez et l'empennage, deux tourelles dorsales Martin A-3F-3, et une tourelle Sperry A-13-A orientable. La charge de bombes passe de 1 800 kg à 9 100 kg.
Le deuxième XB-32 continue à avoir des problèmes de stabilité. Dans une tentative de les régler, un empennage du style de celui du B-29 est installé sur l'avion après son 25e vol, mais ne règle pas les problèmes et une dérive de 5,9 m de haut conçue par Consolidated est ajoutée et utilisée sur le troisième XB-32, serial 41-18336 le 3 novembre 1943. Le premier appareil de production est équipé d'une dérive de B-29 jusqu'à ce qu'un nouvel empennage le remplace.
En 1944, les essais des trois prototype permettent à l'AAF de passer commande pour plus de 1 500 B-32. Les premiers appareils de production sont livrés le 19 septembre 1944, au moment où le B-29 est au combat en Chine. Le premier B-32 s'écrase le jour de sa livraison lorsque le train avant s'effondre à l'atterrissage. Le 27 janvier 1945, 40 B-32A-5, -10 et -15 sont livrés comme TB-32 d'entraînement d'équipage non armés.
À l'origine, l'Army Air Forces considère le B-32 comme une solution de « repli » destinée à être utilisée seulement si le programme du B-29 connaissait d'importants retards sur son calendrier de développement. Comme le développement du B-32 est sérieusement retardé, cette solution devient inutile en raison du succès du B-29. Les plans initiaux pour faire du B-32 le complément du B-29 et rééquiper les groupes de B-17 et B-24 avant le redéploiement de la 8th et la 15th USAAF sont dans une impasse quand seulement cinq modèles de production ont été livrés à la fin de 1944, au moment où des opérations complètes avec des B-29 sont en cours dans la 20th USAAF.

## Histoire opérationnelle
La première affectation du B-32 commence quand le général George Kenney, le commandant de la force aérienne alliée dans la région sud-ouest du Pacifique, et commandant de la 5th Air Force, se rend à Washington pour demander des B-29. Comme la priorité est donnée au bombardement stratégique par le B-29, la requête de Kenney est refusée, après quoi il demande le B-32.
Après une démonstration, le général d'armée du personnel accepte que Kenney dirige une évaluation au combat, et un calendrier d'essai de 11 missions est mis en place, suivi par un plan pour convertir deux des quatre escadrons de Douglas A-20 Havoc du 312th Bomb Group en escadrons de B-32. L'équipe du projet emmène trois B-32 à Clark Field sur l'île de Luçon dans les Philippines à la mi-mai 1945, pour une série de vols d'essai terminée le 17 juin. L'équipe d'essai est impressionnée par les hélices à pas variable et l'aile Davis qui donne à l'avion une excellente performance à l'atterrissage. Cependant, ils trouvent plusieurs défauts : le cockpit a un niveau sonore extrêmement élevé, une mauvaise disposition des instruments, la vision du bombardier est gênée, il est trop lourd et la conception des nacelles provoque des incendies moteurs fréquents.
Les trois B-32 d'essai sont assignés au 312th BG du 386th Bomb Squadron. Le 29 mai 1945, la première des quatre missions de combat du B-32 a lieu contre un dépôt d'approvisionnement à Antatet aux Philippines, suivie par deux B-32 larguant 16 bombes de 910 kg sur un moulin à canne à sucre à Taito, Formose le 15 juin. Le 22 juin, un B-32 bombarde une usine d'alcool à Heito (Formose), avec des bombes de 230 kg, mais un second B-32 rate les emplacements antiaériens avec ses bombes à fragmentation de 120 kg. La dernière mission a lieu le 25 juin contre des ponts près de Kiirun à Taïwan.
Les missions d'essai sont généralement réussies, et en juillet, le 386th Bomb Squadron termine sa transition vers le B-32, effectuant six missions de combat supplémentaires avant la fin de la guerre. Le 13 août, le 386th BS déménage de Luzon vers Yontan Airfield à Okinawa et effectue essentiellement des missions de reconnaissance. Ces missions sont destinées à surveiller la conformité du Japon avec les cessez-le-feu et de recueillir des informations telles que les itinéraires possibles que les forces d'occupation pourraient prendre dans Tokyo. De plus, Rudolph Pugliese, qui était l'officier de renseignement assistant du 386th BS, déclare en 1997 que « les missions de reconnaissance photo étaient également prévues pour tester la loyauté des japonais... [en observation] des termes du cessez-le-feu ». Le 17 août, trois B-32 dans un vol de quatre sont attaqués par les défenses antiaériennes et les chasseurs japonais. Au cours de leurs deux heures d'engagement, les Dominator ne subissent que des dégâts mineurs et personne n'est blessé parmi leurs équipages. « Bien que les mitrailleurs des B-32 eussent prétendu plus tard avoir endommagé un chasseur et « probablement détruit » deux autres, les archives japonaises ne font pas état de pertes pour ce jour ou le lendemain ». Basés sur l'action japonaise du 17, les commandants américains ont estimé qu'il était important de poursuivre les missions de reconnaissance au-dessus de Tokyo afin de déterminer s'il s'agissait d'un incident isolé ou une indication que le Japon rejetait le cessez-le-feu et continuait de combattre.
Le 18 août, quatre Dominators ont reçu la tâche de photographier plusieurs des cibles accaparées la veille ; cependant, les problèmes mécaniques font que deux appareils doivent être retirés du vol. Au-dessus du Japon, une formation du Service aérien de la Marine impériale japonaise composée de 14 chasseurs A6M Zero et trois N1K2-J Shiden-Kai (comme c'est souvent le cas, le Shiden-Kai est décrit comme Ki-44 Tojo, mais il peut y avoir une erreur des équipages,) attaque les deux avions américains restants. Saburō Sakai, un as japonais, déclara plus tard qu'ils craignaient que les Dominators n'allassent effectuer un bombardement. Un autre as japonais, Sadamu Komashi, explique dans un article de magazine japonais en 1978 que les pilotes de chasseurs ne pouvaient pas tolérer de voir des bombardiers américains voler sereinement au-dessus de Tokyo dévasté. Le B-32 Hobo Queen II (serial 42-108532) vole à 6 100 m quand les chasseurs japonais décollent et ne subit pas de dégâts importants. Le Hobo Queen II revendique deux Zero détruits dans l'action ainsi qu'un probable Shiden-Kai. Au même moment, l'autre Dominator vole 3 000 m en dessous du Hobo Queen II. Les chasseurs endommagent sévèrement ce Dominator et blessent sérieusement deux membres d'équipage. Le sergent-chef photographe Joseph Lacharite est blessé aux jambes (son rétablissement prendra plusieurs années). Le sergent Anthony Marchione, un assistant photographe, aide Lacharite puis est lui-même mortellement blessé, devenant le dernier Américain à mourir dans un combat aérien au cours de la Seconde Guerre mondiale. Malgré les dégâts qu'il subit, le Dominator est capable de retourner à Okinawa. Le 19 août, les hélices sont retirées de tous les avions de chasse japonais selon les termes du pacte de cessez-le-feu.
La dernière mission de reconnaissance photo du B-32 a lieu le 28 août, au cours de laquelle deux B-32 sont détruits dans deux accidents distincts, avec 15 des 26 membres d'équipage tués. Le 30 août, le 386th Bomb Squadron se retire des opérations. La production du B-32 est annulée le 8 septembre 1945, et arrêtée le 12 octobre.
Les deux unités qui l'utilisent sont désactivés en décembre 1945 et janvier 1946. Les B-32 sont stockés puis ferraillés jusqu'en 1949.

## Versions
XB-32

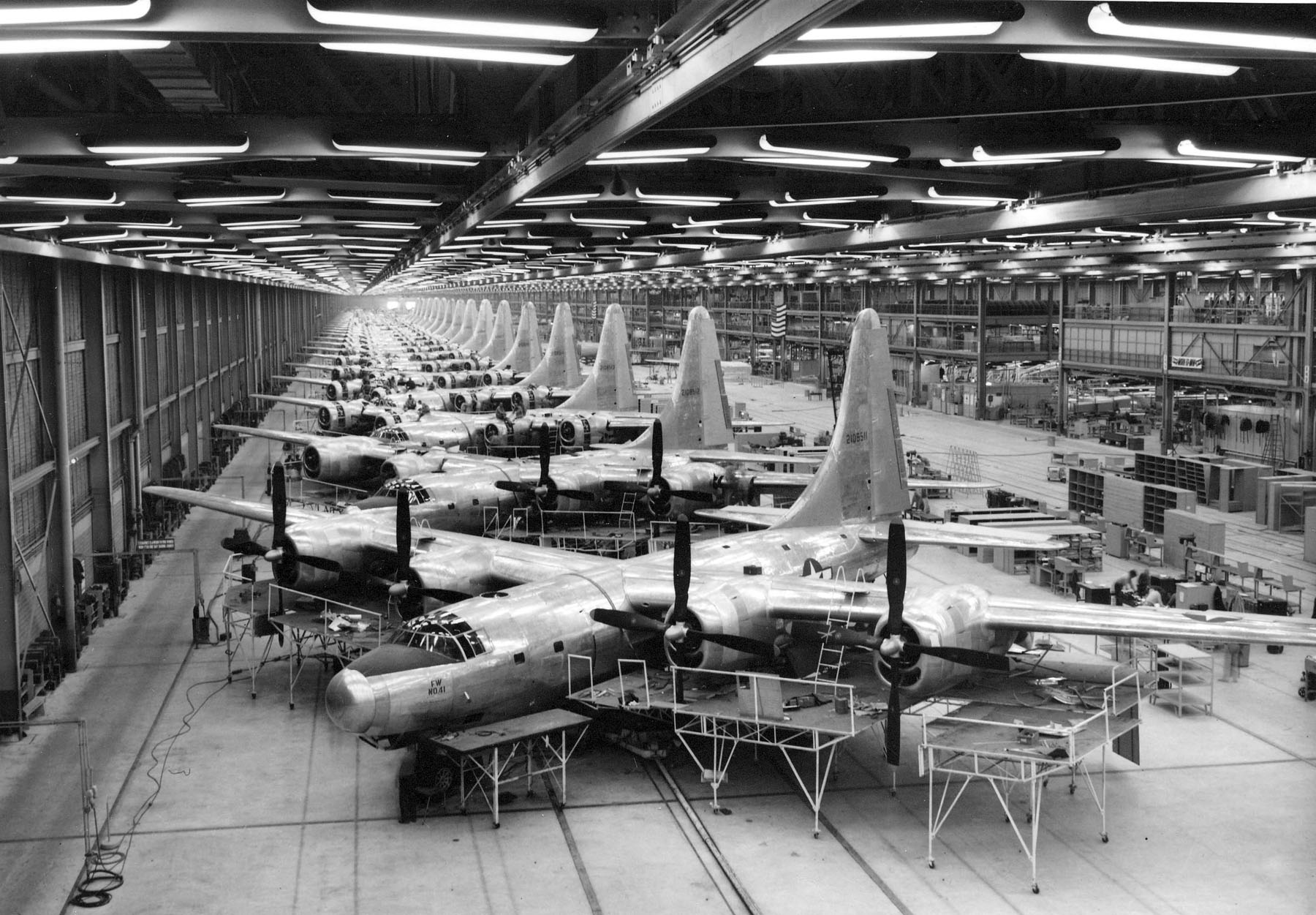
TB-32 en cours d'assemblage à l'usine Consolidated de Fort Worth.

Désigné par la compagnie comme le Model 33, trois exemplaires construits. Sur le premier avion : moteurs Wright R-3350-13 (intérieur) et Wright R-3350-21 (extérieur), hélices à trois pales, arrondi, nez vitré. Les deux premiers avions ont une double dérive. Le deuxième prototype est pressurisé et dispose de tourelles dorsales et ventrales rétractables contrôlées à distance, avec un équipage « dard » de queue. Les deuxième et troisième ont eu plusieurs types d'empennages installés, dont un de B-29. Le premier avion vole le 7 septembre 1942.
B-32-1CF
L'avion d'essai en vol Model 34 effectue son premier vol le 5 août 1944. Les moteurs sont des Wright R-3350-23. Les deux premiers appareils ont reçu des empennages de B-29 modifiés. Sur le B-32-1-CF sont installés l'armement, la simple gouverne de direction, un radar de bombardement (AN/APQ-5B et AN/APQ-13) et un équipement de navigation sur de grandes distances. 10 exemplaires sont construits.
B-32-5CF
Les doubles tabs de dérive (bien visibles sur le plan ci-dessus) deviennent la norme. Les 11 derniers appareils sont convertis en TB-32-5-CF avec le retrait de tout l’armement (ouverture carénée sur le dessus), du radar de bombardement et des équipements de navigation sur de grandes distances. 15 exemplaires sont construits.
TB-32-10CF
Nouvelle porte d'entrée, remplacement du radiocompas SCR-269-G par un AN/ARN-7, installation d'extincteurs pour les feux moteurs, 25 exemplaires sont construits.
TB-32-15CF
Installation d'un dispositif de dégivrage d'empennage, 4 exemplaires construits.
B-32-20CF
Appareils équipés pour le combat. Le système de pressurisation est retiré, une bulle de balayage est installée à l'arrière du fuselage, 21 exemplaires sont construits.
B-32-21CF
Un B-32-20CF converti pour les parachutistes. Tous les équipements de bombardement sont retirés et des bancs sont installés dans la soute à bombes arrière et à l'arrière du fuselage.
B-32-25CF
Le système de carburant est modifié pour permettre l'installation de réservoirs auxiliaires dans la soute à bombes. Équipement du radar AN/ARP-9 LORAN, 25 exemplaires sont construits.
B-32-30CF
Version avec une tourelle de nez Sperry A-17A, installation d'un équipement de contre-mesures (AN/APQ-2, AN/APT-1 et AN/APT-2) et d'un radar de bombardement APQ-13A amélioré. Sept exemplaires construits, les trois derniers envoyés directement en stockage et détruits.
B-32-35CF
Sept exemplaires construits avec augmentation des armements. Envoyés directement en stockage puis détruits.
B-32-40CF
Dix exemplaires construits, envoyés directement en stockage et mis au rebut.
B-32-45CF/50CF
Trente-sept en construction. Les appareils partiellement assemblés sont dépouillés de tout leur équipement fourni par le gouvernement et leurs moteurs et sont mis au rebut sur place par le contracteur.
B-32-1CO
Trois appareils identiques aux B-32-20CF mais assemblés par Consolidated à San Diego. Un d'entre eux est accepté, les deux autres sont envoyés en stockage et sont mis au rebut.
300 B-32 commandés, 118 livrés, 130 en état de vol, 170 annulés, les commandes supplémentaires de 1099 B-32-CF et 499 B-32-CO sont annulées après la victoire sur le Japon.

## Appareils préservés
Il ne reste plus d'exemplaires du B-32. La plupart des appareils de production sont sortis incomplets de l'usine et ont été envoyés directement à la Davis-Monthan Air Force Base, dans l'Arizona pour un stockage. Beaucoup ont été proposés à la vente par la Reconstruction Finance Corporation, mais aucune offre n'a été reçue. Plusieurs B-32 ont volé vers le Walnut Ridge Army Airfield, à Walnut Ridge, dans l'Arkansas où ils ont été mis au rebut par la Texas Railway Equipment Company, qui avait acheté 4 871 avions entreposés à Walnut Ridge, dont des chasseurs et des bombardiers de différents types. La majorité des B-32 sont mis au rebut en 1947.
Le B-32-1-CF serial 42-108474 est affecté au National Museum of the United States Air Force, sur la Wright-Patterson Air Force Base, dans l'Ohio, pour y être exposé, mais il est déclaré excédent et est détruit à Davis-Monthan en août 1949.
L'un des seuls morceaux de B-32 survivants est un caisson de voilure retiré sur un modèle d'essais statiques et érigé au Montgomery Memorial près de San Diego en Californie comme monument au pionnier de l'aviation John Montgomery.
Le National Warplane Museum (en) à Horseheads (État de New York) possède une tourelle de nez de B-32 acquise en 1997. D'autres tourelles de nez de ce modèle (Sperry A-17) exclusif au B-32 survivent dans divers lieux et musées aux Etats-Unis. 
Un blouson appartenant à un membre du 386th BS, avec un B-32 peint à la main sur son dos, est exposé au National Museum of the United States Air Force, près de Dayton (Ohio).

## Utilisateurs
États-Unis
- United States Army Air Forces (USAAF) : 386th Bombardment Squadron (lourd), 312th Bombardment Group

#### Développement lié
- Consolidated B-24 Liberator

#### Avions comparables
- Avro Lincoln
- Boeing B-29 Superfortress
- Douglas XB-31
- Lockheed XB-30
- Martin XB-33 Super Marauder
- Messerschmitt Me 264
- Tupolev Tu-4

#### Liste liée
- Liste d'avions militaires de la Seconde Guerre mondiale